# آلشونیک
آلشونْیِک (به مجاری:  Alsónyék) یک سکونتگاه مسکونی در مجارستان است که در تولنا واقع شده‌است.

## خصوصیات
آلشونیک ۳۲٫۰۵ کیلومترمربع مساحت و ۷۸۶ نفر جمعیت دارد.